# Baptistin Martin
Pour les articles homonymes, voir Martin.
Jean-Baptiste Antoine Martin dit Baptistin Martin, né le 8 novembre 1818 à Aix-en-Provence et mort le 29 janvier 1901 dans la même ville, est un peintre français.

## Biographie
Clerc de notaire, élève de François Marius Granet dont il sera l'exécuteur testamentaire et de François-Édouard Picot, il participe au Salon de Paris de 1847 à 1880. 

## Œuvres
- Diogène jetant son écuelle, 1843, musée Nicolas-Poussin, Les Andelys
- Les Petits Séminaristes, 1863
- Scène dans un cloître, 1863
- L'Hymne à la Vierge, 1859
- Saint François portant la croix, 1872, musée-château d'Annecy (propriété du musée du Louvre)
- Dans la cuisine
- Joseph Pitton de Tournefort, château de Versailles, (Voir)
- Le Sacrement de Baptême, 1844, cathédrale Saint-Sauveur d'Aix-en-Provence
- Épisode de la légende provençale des Saintes Maries, 1885, musée de Bergues
- Mort du peintre Granet, musée des beaux-arts d'Aix-en-Provence
- Bastide du Petit-Malvatat, château de Versailles
- La Fatigue, 1861
- La Rosée du matin, 1848
- Le Repos, 1848